# Département Oise
Das Département de l’Oise [ˈwaz] ist das französische Département mit der Ordnungsnummer 60. Es liegt im Norden des Landes in der Region Hauts-de-France und ist nach dem Fluss Oise benannt.

## Geographie
Das Département Oise grenzt im Norden an das Département Somme, im Osten an das Département Aisne, im Süden an die Départements Seine-et-Marne und Val-d’Oise sowie im Westen an die Départements Eure und Seine-Maritime.

## Geschichte
Im Mittelalter hatte das Gebiet des heutigen Départements Oise aus mehreren kleinen Grafschaften und anderen Territorien bestanden, unter anderem waren es das Stiftsgebiet des Bistums Beauvais, die Grafschaft Clermont und die Grafschaft Valois.
In der Zeit des Absolutismus gehörten mehr als drei Viertel des heutigen Départements zur Provinz Île-de-France, ein schmaler Streifen im Norden zur Provinz Picardie.
Nach der Französischen Revolution wurde bei der Neueinteilung des Staatsgebietes am 4. März 1790 daraus das Département Oise gebildet.
Im Ersten Weltkrieg war mehr als die Hälfte des Départements Oise zeitweise Kampfgebiet; viele Orte und Bauwerke erlitten erhebliche Schäden durch Kampfhandlungen, nicht zuletzt durch deutschen Artilleriebeschuss.
Von 1960 bis 2015 gehörte das Département zur Region Picardie, die 2016 in der Region Hauts-de-France aufging.

## Wappen
Beschreibung: In Gold und Blau durch weißen Linksschrägbalken geteilt sind oben drei blaue Schrägrechtsbalken und unten gesäte goldene Lilien.

## Städte
Die bevölkerungsreichsten Gemeinden des Départements Oise sind:
| Stadt               | Einwohner (2022) | Arrondissement |
| ------------------- | ---------------- | -------------- |
| Beauvais            | 55.906           | Beauvais       |
| Compiègne           | 40.808           | Compiègne      |
| Creil               | 36.494           | Senlis         |
| Nogent-sur-Oise     | 21.859           | Senlis         |
| Senlis              | 15.238           | Senlis         |
| Crépy-en-Valois     | 14.243           | Senlis         |
| Méru                | 14.091           | Beauvais       |
| Montataire          | 13.944           | Senlis         |
| Noyon               | 12.810           | Compiègne      |
| Pont-Sainte-Maxence | 12.343           | Senlis         |

## Verwaltungsgliederung

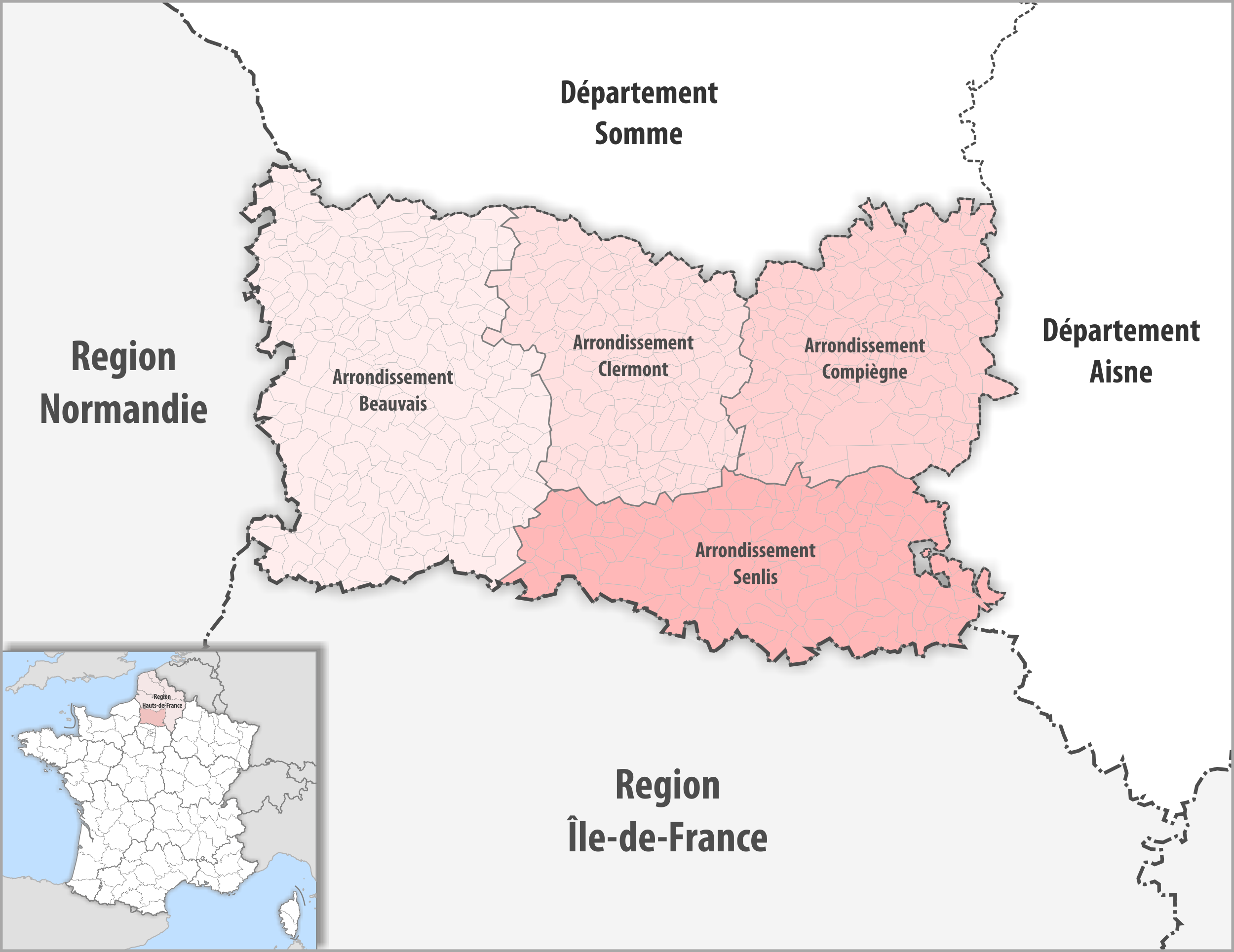
Gemeinden und Arrondissemente im Département Oise

Das Département Oise gliedert sich in 4 Arrondissements, 21 Kantone und 680 Gemeinden:
| Arrondissement   | Kantone | Gemeinden | Einwohner 1. Januar 2022 | Fläche km² | Dichte Einw./km² | Code INSEE |
| ---------------- | ------- | --------- | ------------------------ | ---------- | ---------------- | ---------- |
| Beauvais         | 7       | 246       | 230.351                  | 2.099,86   | 110              | 601        |
| Clermont         | 7       | 146       | 130.837                  | 1.141,68   | 115              | 602        |
| Compiègne        | 5       | 156       | 182.372                  | 1.274,53   | 143              | 603        |
| Senlis           | 9       | 132       | 287.165                  | 1.344,15   | 214              | 604        |
| Département Oise | 21      | 680       | 830.725                  | 5.860,22   | 142              | 60         |

Siehe auch:
- Liste der Gemeinden im Département Oise
- Liste der Kantone im Département Oise
- Liste der Gemeindeverbände im Département Oise